# Ymeria
Ymeria — рід викопних чотириногих хребетних тварин (Tetrapoda), близький до роду Ichthyostega . Гренландія. Девонський період. Єдиний представник роду — Ymeria denticulata. Новий таксон відомий по черепу голотипа, що частково зберігся, включаючи нижню щелепу і піднебіння, так само за рештками плечового пояса. Голотип знайдено на південному схилі гори Цельсія (Mt. Celsius) на острові Імер (Ymer Island) в північно-східній Гренландії.

## Історія
Скам'янілості девонських чотириногих тварин подібних роду Ichthyostega були відомі з острова Імер з 1929 р. Череп роду Ymeria було виявлено в 1947 р. командою палеонтологів з Данії та Швеції. Шведський палеонтолог академік Ерік Джарвік (Erik Jarvik; 1907—1998), член експедиції 1947 р., не зміг віднести знайдений череп ні до роду Ichthyostega, ні до роду Acanthostega. Довгий час рештки залишалися не визначеними. В 1988 р. англійська палеонтолог професор Дженіфер Клак (Jennifer Clack; Кембриджський університет) стала першим вченим, який припустив, що виявлений матеріал являє собою новий третій вид чотириногої тварини з Гренландії. В результаті додаткових досліджень у 2012 році був описаний новий рід і вид Ymeria denticulata.

## Систематика
При описі нового виду автори не вказали ні клас, ні ряд з родиною, до яких його можна віднести, оскільки голотип (MGUH VP 6088) поєднує в собі як плезіоморфні, так і апоморфні ознаки. Дослідники розглядають новий таксон як кореневу групу для чотириногих хребетних. З девонських відкладень відомо понад 10 родів чотириногих: Ichthyostega  Säve-Söderbergh, 1932; Acanthostega Jarvik, 1952, Tulerpeton  Lebedev, 1984; Metaxygnathus Campbell and Bell, 1977; Elginerpeton  Ahlberg, 1991; Obruchevichthys  Ahlberg, 1991; Ventastega  Ahlberg et al., 1994; Hynerpeton Daeschler et al., 1994; Densignathus Daeschler, 2000; Sinostega Zhu et al., 2002; Jakubsonia Lebedev, 2004. Ymeria denticulata найбільше нагадує два інших виявлених в Гренландії роди — Ichthyostega Säve-Söderbergh, 1932 і Acanthostega Jarvik, 1952.

## Етимологія
Родову назву Ymeria  дано на честь острова (Ymer Island), де виявлено типовий матеріал, в той час як видова назва Y. denticulata  звертає увагу на зазубрену поверхню нижньої щелепи.